# Кампоросо ин Валканале
Кампоросо ин Валканале је насеље у Италији у округу Удине, региону Фурланија-Јулијска крајина.
Према процени из 2011. у насељу је живело 799 становника. Насеље се налази на надморској висини од 806 м.